# Gespanschaft Bjelovar-Bilogora
Die Gespanschaft Bjelovar-Bilogora [ˈbjɛlɔʋaːr ˈbilɔgɔra] (kroatisch Bjelovarsko-bilogorska županija) ist eine Gespanschaft im nördlichen Kroatien. Sie liegt östlich von Zagreb, südlich der Gespanschaft Koprivnica-Križevci und westlich der Gespanschaft Virovitica-Podravina. Sie hat eine Fläche von 2.652 km² und 100.380 Einwohner (Stand 31. Dezember 2021). Der Verwaltungssitz ist Bjelovar.

## Bevölkerung

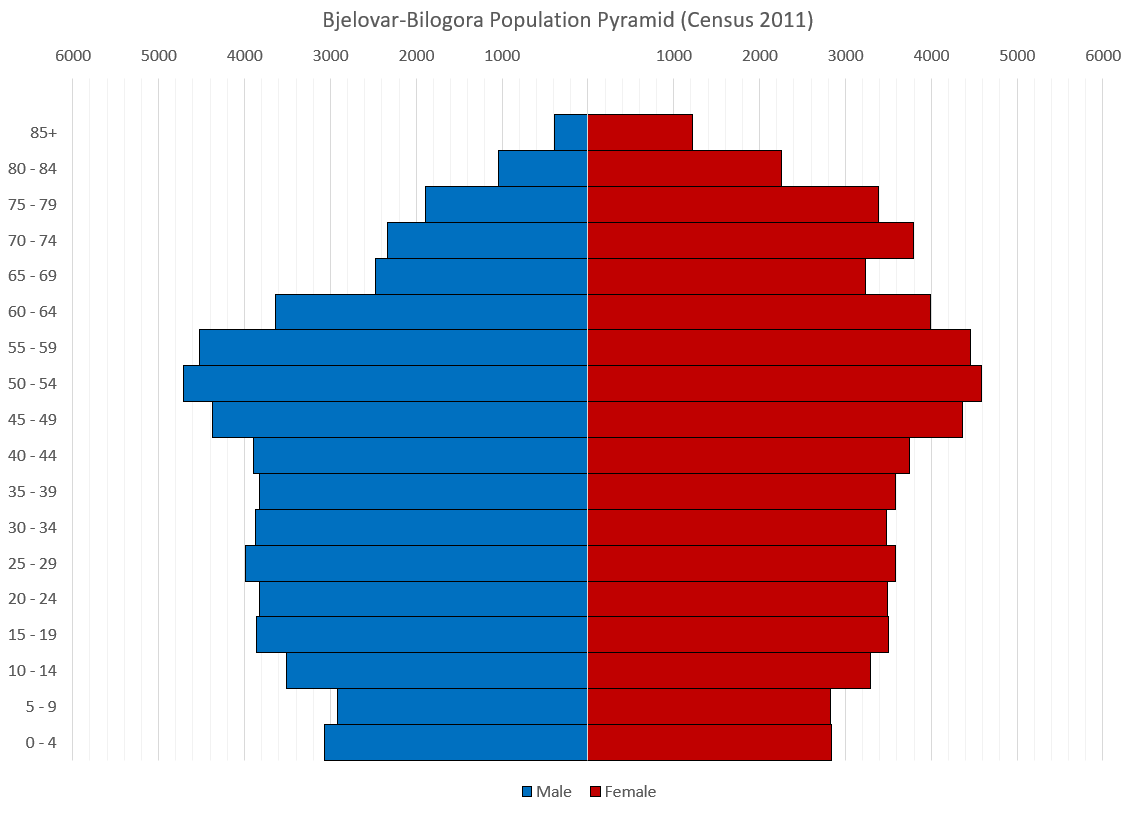
Alterspyramide der Gespanschaft Bjelovar-Bilogora (Volkszählung 2011)

Zusammensetzung der Bevölkerung nach Nationalitäten (Daten der Volkszählung von 2011):
| Ethnie    | Anzahl  | Prozent |
| --------- | ------- | ------- |
| Kroaten   | 101.582 | 84,82 % |
| Serben    | 007.552 | 06,31 % |
| Tschechen | 006.287 | 05,25 % |
| Ungarn    | 000.881 | 00,74 % |
| Albaner   | 000.743 | 00,62 % |
| Roma      | 000.391 | 00,33 % |
| Bosniaken | 000.121 | 00,10 % |

In der Gemeinde Končanica bilden die Tschechen die größte Bevölkerungsgruppe.

## Städte und Gemeinden
Die Gespanschaft Bjelovar-Bilogora ist in 5 Städte und 18 Gemeinden gegliedert. Diese werden nachstehend jeweils mit der Einwohnerzahl zur Zeit der Volkszählung von 2011 aufgeführt.

### Städte
| Stadt          | Einw.  |
| -------------- | ------ |
| Bjelovar       | 40.276 |
| Čazma          | 08.077 |
| Daruvar        | 11.633 |
| Garešnica      | 10.472 |
| Grubišno Polje | 06.478 |

### Gemeinden
| Gemeinde          | Einw. |
| ----------------- | ----- |
| Berek             | 1.443 |
| Dežanovac         | 2.715 |
| Đulovac           | 3.245 |
| Hercegovac        | 2.383 |
| Ivanska           | 2.911 |
| Kapela            | 2.984 |
| Končanica         | 2.360 |
| Nova Rača         | 3.433 |
| Rovišće           | 4.822 |
| Severin           | 0.877 |
| Sirač             | 2.218 |
| Šandrovac         | 1.776 |
| Štefanje          | 2.030 |
| Velika Pisanica   | 1.781 |
| Velika Trnovitica | 1.370 |
| Veliki Grđevac    | 2.849 |
| Veliko Trojstvo   | 2.741 |
| Zrinski Topolovac | 0.890 |